# A Certain Smile (romance)
A Certain Smile foi publicado originalmente em francês como Un certain sourire pela editora parisiense Juillard em 1956. Foi o segundo romance de Françoise Sagan e foi escrito em dois meses. Duas traduções para o inglês foram feitas em 1956. O de Anne Green foi publicado pela EP Dutton em Nova York e o de Irene Ash foi publicado por John Murray em Londres, seguido no mesmo ano por uma edição de bolso da Penguin Books. A história é contada por uma estudante parisiense que tem um caso amoroso experimental com um homem muito mais velho.

## Trama
Dominique é uma sofisticada estudante de direito de 20 anos da Sorbonne, em meados da década de 1950, em Paris, que é apresentada por seu amante Bertrand aos tios dele, o empresário Luc e sua esposa Françoise. Tanto Luc quanto Dominique sabem da atração mútua desde o começo, mas Dominique se segura por medo de magoar Bertrand e Françoise. Esta última se tornou próxima de Dominique, relacionando-se com ela quase como uma mãe, comprando-lhe presentes e usando a forma familiar tu com ela.
Cansada de Bertrand, Dominique acaba decidindo fazer a experiência de aceitar o desejo de Luc de fazer amor com ela e passa duas semanas com ele em um hotel luxuoso em Cannes. Embora tivesse prometido a si mesma não se apaixonar por Luc, após a separação sexual e o retorno a Paris, Dominique fica obcecada com a lembrança da felicidade do passado e apela a Luc para que não termine o caso. Mas para Luc o relacionamento deles tinha sido simplesmente uma aventura agradável e ele só podia sentir pena da inexperiência de Dominique.
Enquanto isso, Catherine, uma colega, contou a Bertrand sobre o caso de Dominique e ele informa a Dominique que não está preparado para compartilhar seu afeto. Então Pierre, um amigo da família que viu Luc e Dominique juntos em Cannes, conta isso a Françoise por ciúmes, rompendo a amizade deles. Mas depois de alguns meses de sofrimento, enquanto Luc está nos EUA a negócios, Dominique se reconcilia com Françoise e aceita a transitoriedade de seu relacionamento sexual. "Mas e daí?", ela conclui, "Eu era uma mulher, eu tinha amado um homem. Era uma história simples; não havia nada para fazer alarde." Para o futuro, ela tem a amizade receptiva de Alain, outro aluno que ela conheceu recentemente, que é mais intelectualmente igual a ela.

## Background
A novela de Sagan reflete seu autor e a época em que foi escrita. É "estudadamente jovem" e apela a um público jovem sob o domínio do clima contemporâneo do existencialismo (ao qual é feita referência no decorrer da história) e da sua ambivalência moral. Outro estudo observa que o surgimento do romance foi seguido por um desafio ainda maior à moralidade convencional no filme Et Dieu Crea La Femme, personificado em sua estrela Brigitte Bardot. A postura amoral do livro é a da classe média abastada à qual pertencia a sua autora, como é transmitido pelo seu estilo narrativo enganosamente simples. Assim apareceu em termos intelectuais franceses, enquanto a crítica na Time afirmou com menos simpatia que "a prosa de Sagan é tão disciplinada quanto seus personagens não são... seu romance é uma petição de falência espiritual e emocional".

## Interpretações
O estilo do romance foi satirizado por Jean Kerr na Harper's Bazaar em uma paródia de 1956 intitulada "Toujours Tristesse". O pequeno texto começa "Depois de ler A Certain Smile, de Françoise Sagan" e zomba do clima de melancolia, tédio e amoralidade do livro. A paródia também apareceu mais tarde na coleção de ensaios da Sra. Kerr, Please Don't Eat the Daisies.
Em 1958, houve uma adaptação cinematográfica do romance de Sagan nos Estados Unidos, mas ela só foi permitida após mudanças substanciais na história. Sagan desaprovou publicamente e até mesmo seu diretor Jean Negulesco admitiu que "não há muito de Sagan" no filme.